# Трёхпёрстки
Трёхпёрстко́вые, или трёхпёрстки (лат. Turnicidae) — семейство птиц отряда ржанкообразных, где образуют отдельный подотряд. В семейство включают два рода: трёхпёрстки (Turnix) и жаворонковые трёхпёрстки (Ortyxelos).

## Описание
Трёхпёрстки — мелкие, похожие на перепелов (отряд курообразные) наземные птицы. Телосложение плотное. Ноги крепкие и короткие с тремя пальцами. Задний палец полностью редуцирован. Птицы длиной от 10 до 23 см и весом от 20 до 130 г. Клюв короткий, слегка сжатый с боков, тонкий и заострённый у преимущественно насекомоядных видов, толстый и тупой у питающихся семенами травянистых растений. Крылья короткие, тупые. Первостепенных маховых перьев 10. Хвост очень короткий, почти скрытый перьями надхвостья и подхвостья, мягкий, состоит из 12 рулевых перьев. Окраска оперения покровительственная. Преобладают коричневые, буроватые и серые тона, часто с чёрными пестринами или мраморностью и охристыми каймами перьев. Окраска обеспечивает эффективную маскировку, из-за чего птиц трудно разглядеть на земле. Нижняя сторона тела и шея всегда светлее. У самок контраст между черными и серыми или коричневыми частями оперения гораздо более выражен, чем у самцов. Самцы окрашены более тускло и имеют гораздо меньшие размеры, чем самки. Самка значительно крупнее самца, но прежде всего имеет чёткие различия во внутренней анатомии: трахея и пищевод у неё значительно увеличены. Расширенная трахея служит для создания звуков, слышных на большом расстоянии, используя пищевод в качестве резонатора. Эти звуки издаются с закрытым клювом и, в зависимости от типа, звучат как голубиное ворчание, глухой рев или скотоподобное мычание. Их можно услышать на больших расстояниях, но птиц трудно обнаружить. У самцов нет настолько развитых этих органов, поэтому они не могут издавать подобные звуки. Самцы способны издавать тихий писк, обычно слышимый около гнезда или птенцов.

## Размножение

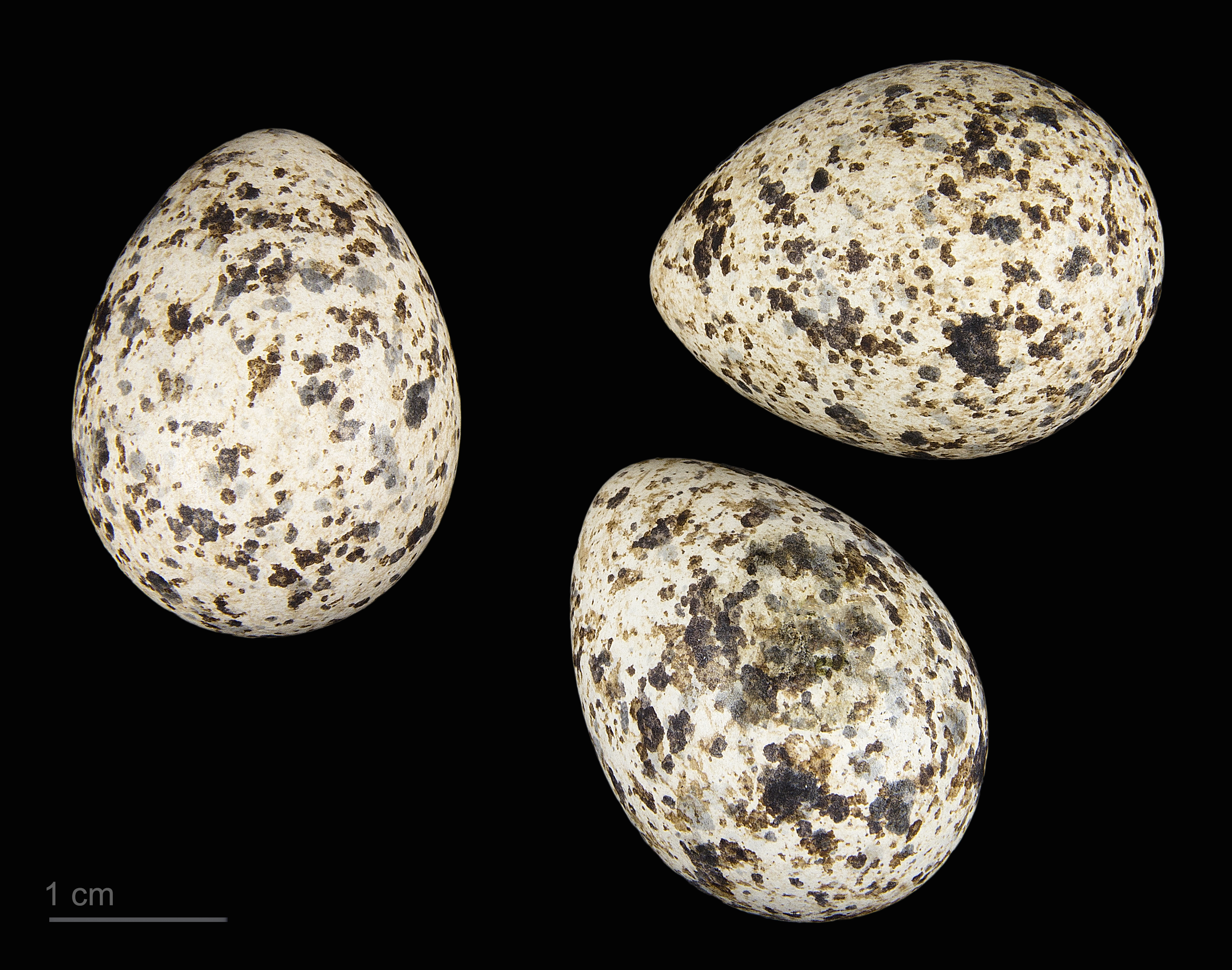
Яйца Turnix sylvaticus

У трёхпёрсток наблюдается полиандрия: самка спаривается с несколькими самцами. Вся забота о потомстве ложится на самца — он насиживает кладку и заботится о потомстве. Гнездо — ямка на земле с небольшой выстилкой из сухих стеблей и листьев травянистых растений под прикрытием пучков травы. В это время самка вновь начинает токовать, спаривается с другим самцом, откладывает вторую кладку, которую он начинает насиживать. Одна самка может отложить до 3—5 кладок за сезон. Отложив все кладки, самки собираются в небольшие стайки и кочуют. Самцы насиживают 12—13 дней, затем самостоятельно ухаживают за выводком. В возрасте 7—10 дней птенцы начинают кормиться сами. Через 25—28 дней после вылупления птенцы хорошо летают и становятся полностью самостоятельными. В тропиках у некоторых видов молодь становится половозрелой в возрасте 4-5 месяцев.

## Биология и экология
Активны в дневное время суток. В период размножения самки подают голос на протяжении всего дня, но наиболее активны рано утром и в полдень, даже в жаркие дни активность птиц не снижается. Трёхпёрстки, подобно курообразным, охотно купаются в пыли и в песке. Кормятся только на земле. Характерной чертой многих, но не всех, видов является также своеобразный способ передвижения. Птицы делают паузу между ними и передвигают тело вперед и назад, прежде чем сделать ещё один шаг вперед. Это колеблющееся движение больше всего напоминает хамелеонов.

## Ареал и местообитание
Представители семейства распространены в основном в теплых частях Старого Света. Три вида живут в Африке к югу от Сахары, один вид — на острове Мадагаскар, пять в южной и восточной Азии и восемь в Австралийско-океаническом регионе. Пятнистая трёхпёрстка (Turnix tanki) является единственным видом, встречающимся в Европе и в России. Ареал вида охватывает Забайкалье, Приморье и Китай вплоть до Бирмы и Индии. Трёхпёрстки населяют сухие степи, разнотравные луга, покрытые низкой и редкой травянистой растительностью и кустарниковые заросли с отдельными деревьями на равнинных и холмистых местностях, на пологих склонах. Предпочитают сухие места.

## Классификация и систематика

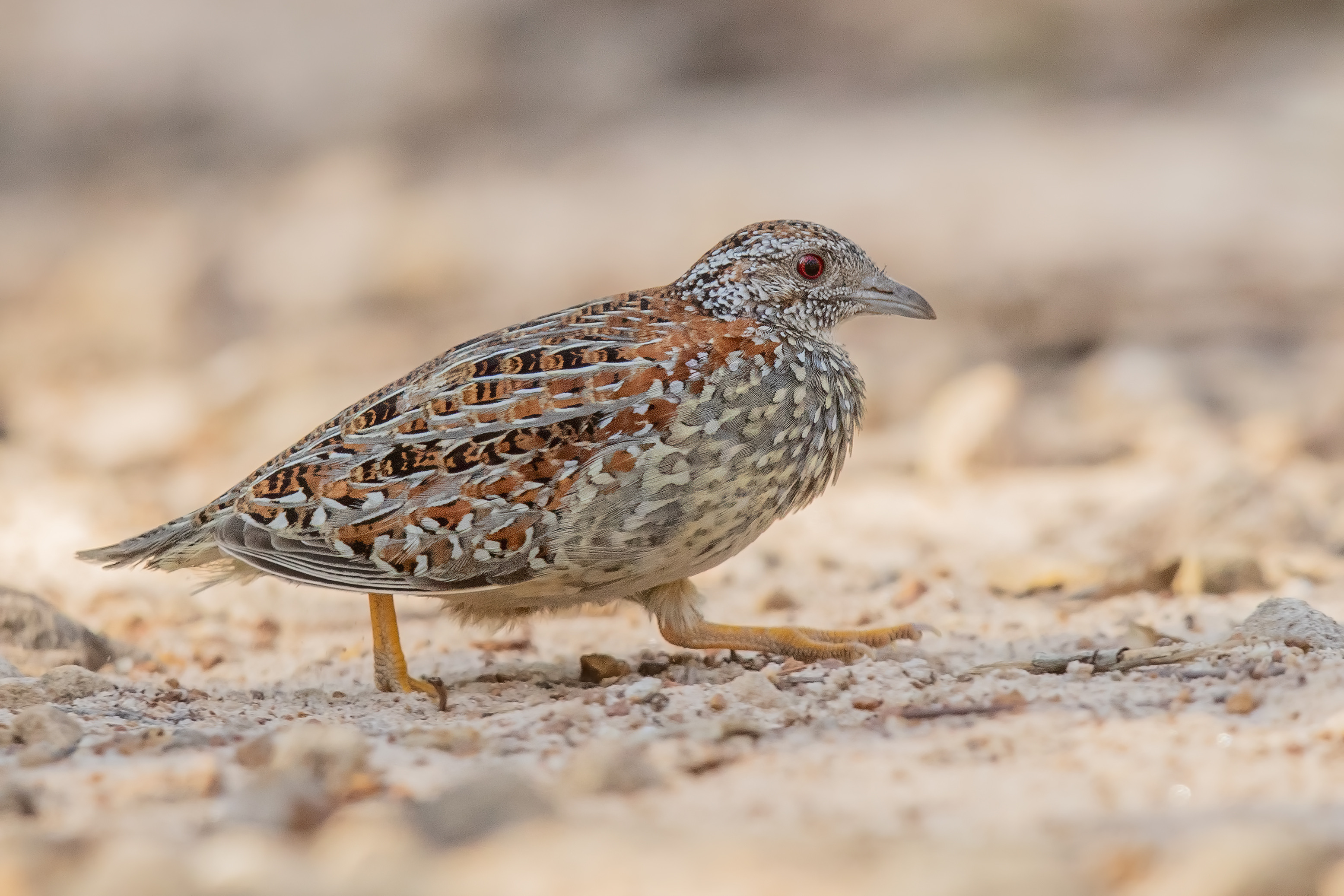
Turnix varius

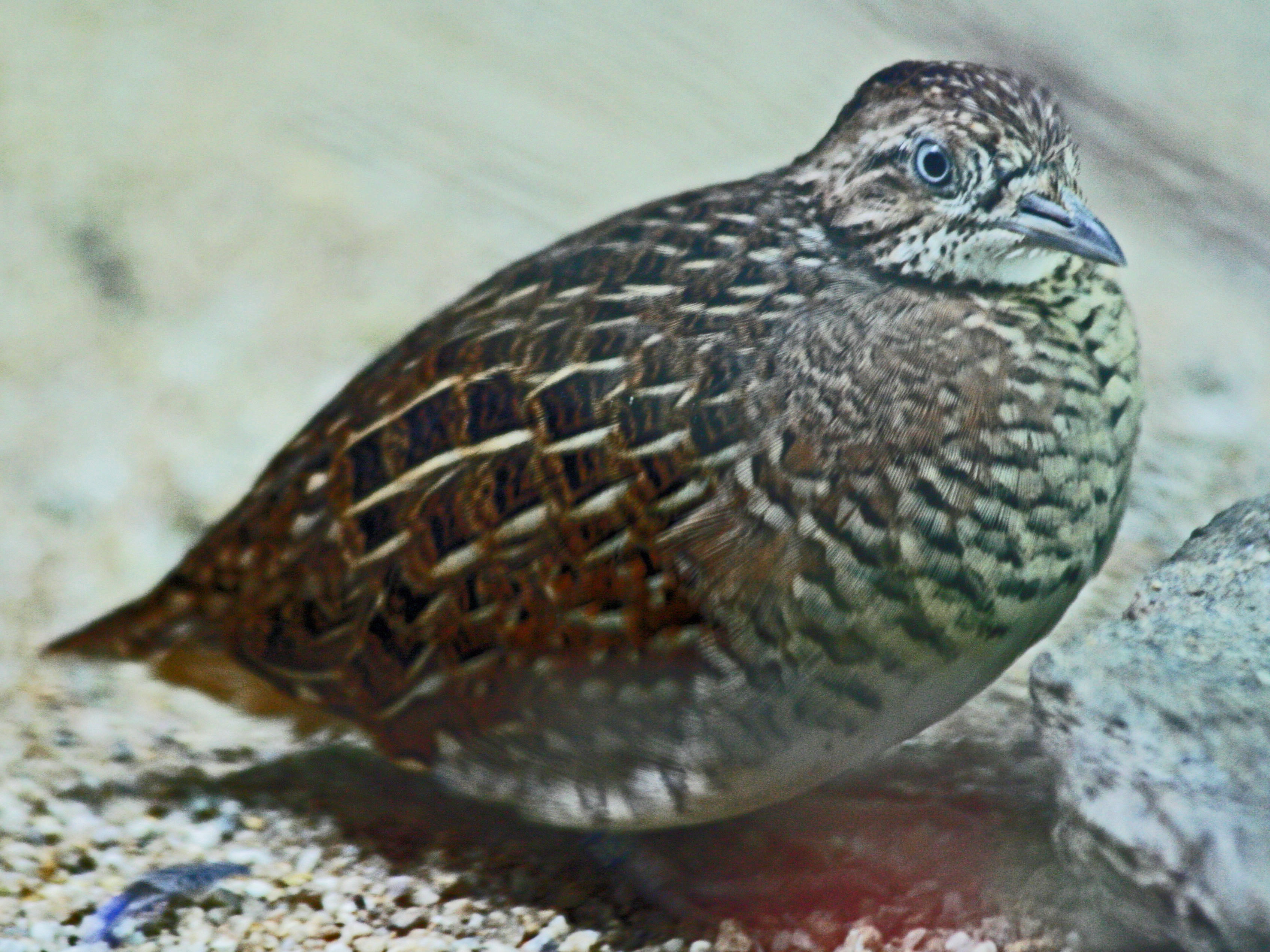
Turnix nigricollis

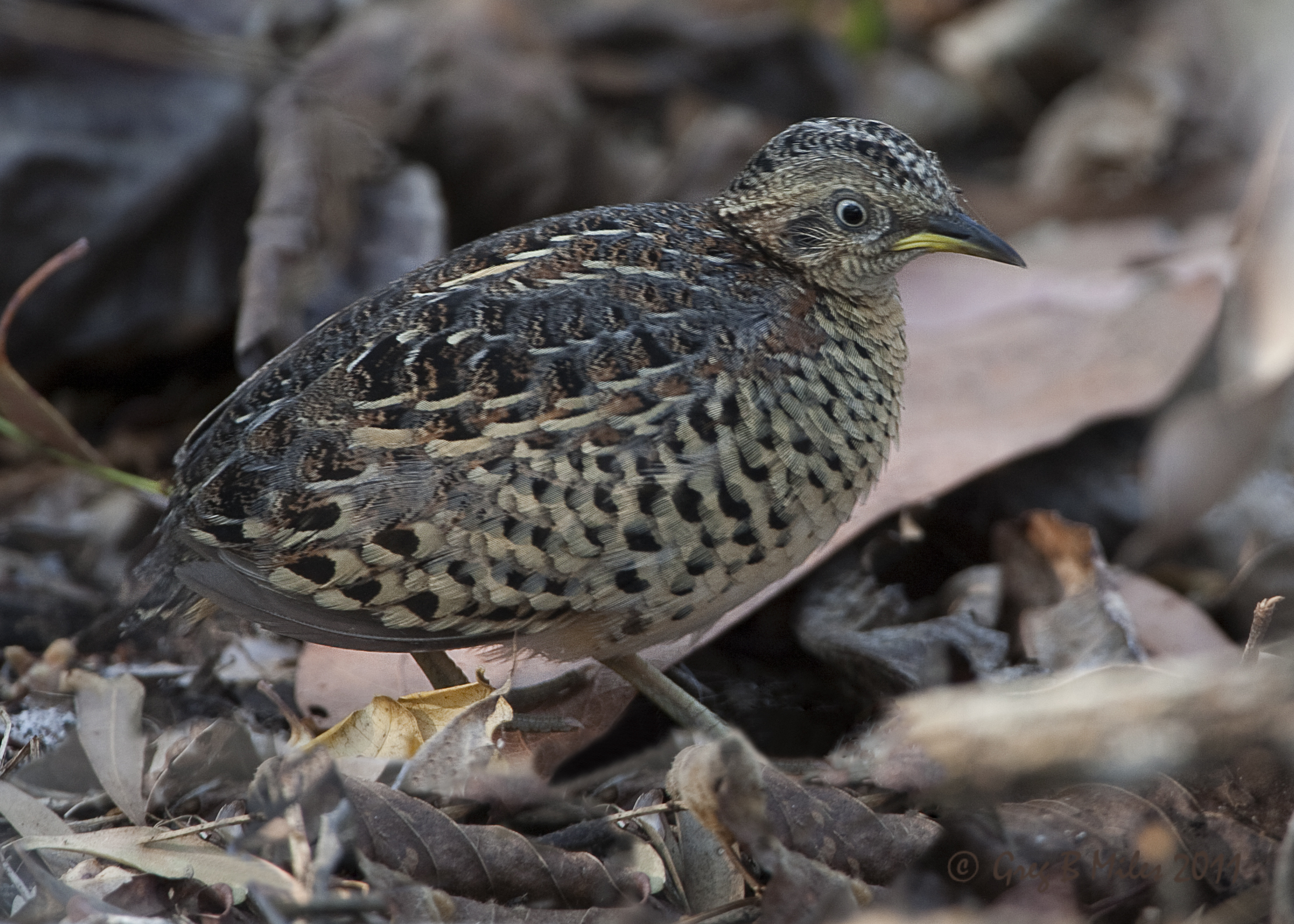
Turnix maculosa

Ранее семейство включались в отряд журавлеобразных либо выделялись в отдельный отряд трёхпёрсткообразных (Turniciformes). Согласно классификации Сибли—Алквиста группу выделяли в отряд трипёрсткобразных (Turniciformes). Однако данные морфологических и генетических исследований указывают на то, что трёхперстки относятся к ржанкообразным (Charadriiformes).
Семейство представлено монотипическим родом Ortyxelos и родом Turnix с 16 видами:
- Род Трёхпёрстки (род) (Turnix)[3]
  - Пятнистая трёхпёрстка (Turnix tanki)
  - Красноспинная трёхпёрстка (Turnix maculosus)
  - Полосатая трёхпёрстка (Turnix suscitator)
  - Большая трёхпёрстка (Turnix ocellatus)
  - Африканская трёхпёрстка (Turnix sylvaticus)
  - Малая трёхпёрстка (Turnix velox)
  - Красногрудая трёхпёрстка (Turnix pyrrhothorax)
  - Turnix worcesteri
  - Сумбийская трёхпёрстка (Turnix everetti)
  - Turnix nanus
  - Капская трёхпёрстка (Turnix hottentottus)
  - Каштановоспинная трёхпёрстка (Turnix castanotus)
  - Turnix olivii
  - Расписная трёхпёрстка (Turnix varius)
  - † Turnix novaecaledoniae
  - Черногрудая трёхпёрстка (Turnix melanogaster)
  - Мадагаскарская трёхпёрстка (Turnix nigricollis)
- Род Жаворонковые трёхпёрстки (Ortyxelos)
  - Жаворонковая трёхпёрстка (Ortyxelos meiffrenii)